# Mario Party 6
Mario Party 6 (マリオパーティ 6, Mario Pāti Shikkusu) es la sexta entrega de la saga Mario Party, desarrollada por Hudson Soft y distribuida por Nintendo y es el tercer videojuego de la saga para el Nintendo GameCube. Su lanzamiento en Norteamérica fue el 6 de diciembre de 2004.

## Personajes jugables
- Mario
- Luigi
- Peach
- Yoshi
- Wario
- Daisy
- Waluigi
- Toad
- Boo
- Koopa Kid
- Toadette (nuevo; desbloqueable)

Para desbloquear a Toadette, hay que conseguir 30 estrellas para comprarla en el banco de estrellas.

## Concepto
El juego consiste en una serie de minijuegos que vienen repartida según la posición dentro de un juego de tablero. El tablero básicamente tiene los colores rojo y azul para destacar menos o más cantidad de monedas, y el caso está en arrebatar o ganar monedas para intercambiarla por estrellas.
Más métodos a lo largo del tiempo fueron adheridos como los items (Intercambio de monedas por herramientas de trampa), las versiones en contra, y la opción rápida de multijugador donde se puede seleccionar y realizar partidas.
Cada personaje tiene su aspecto diferente de presentarse en la diversidad de minijuegos, pero a veces los personajes no hacen tanto la diferencia, es más bien una imagen.

## Historia
Sololo y Luluna, conocidos por su amor compartido por las celebraciones y la diversión, mantenían una relación armoniosa hasta que surgió una disputa inesperada. La discordia comenzó cuando Sololo planteó la cuestión de quién de los dos era más deslumbrante, lo que llevó a una acalorada discusión. La intensidad de la pelea alcanzó proporciones cataclísmicas, haciendo que el cielo resonara con un estruendo trascendental.
A pesar de los esfuerzos de Mario y sus compañeros por reconciliar a Sololo y Luluna, la brecha entre los dos parecía insalvable. Sin embargo, Mario ideó una solución ingeniosa: utilizar el poder de las estrellas para poner fin a la disputa. Se decidió organizar una fiesta masiva con el objetivo de reunir estrellas y llenar el Banco de Estrellas.
El Banco de Estrellas, una entidad mágica en el mundo de Mario Party 6, se convirtió en el centro de atención de esta emocionante búsqueda. La misión consistía en localizar y recolectar las preciadas estrellas para calmar las aguas turbulentas entre Sololo y Luluna, restaurando así la paz en el cielo y garantizando la continuidad de las legendarias fiestas de Mario Party.
Este juego ofreció a los jugadores la oportunidad de embarcarse en una emocionante aventura en busca de las codiciadas estrellas, mientras disfrutaban de una amplia variedad de minijuegos y desafíos. Mario Party 6 se destacó por su trama única y su enfoque en la resolución de conflictos a través de la diversión y la cooperación, convirtiéndolo en un título inolvidable en la rica historia de la franquicia Mario Party.

## Tableros
Madera de Campeón: Un tablero basado en un enorme árbol. Es el tablero más sencillo. En él la estrella aparecerá aleatoriamente por el tablero por 20 monedas. Cada vez que alguien la compre, cambiará de posición. Por la noche, el árbol que hay en lo alto del tablero cambiará, volviéndose malo y quitando monedas a los jugadores si alguien cae en su casilla.
Garaje del Profesor Fesor: Es el garaje del profesor Fesor. Similar a Madera de Campeón, la estrella costará 20 monedas y cambiará de posición tras ser comprada. Hay muchas máquinas y aparatos con las que experimentar, y por la noche cambiarán de función.
Lago helado: Un lago helado por cuyo alrededor estarán los jugadores. En este tablero los participantes comenzarán con 5 estrellas y tendrán que robar las suyas a los demás usando los Chomp Cadenas. Por la noche, las tarifas de los Chomp Cadenas variarán. La forma de este tablero es similar a la de Chilly Waters, de Mario Party 3.
Bahía Casilla: Una tropical bahía en la que encontramos dos barcos, el de Bowser y el de DK, al final del tablero. Si los participantes tienen la suerte de caer en el de DK, él les venderá una estrella. Pero si caen en el de Bowser, perderán una estrella (o, en caso de no tener ninguna, 20 monedas). Este tablero es similar a Mario's Rainbow Castle, del primer Mario Party, en la idea de cambiar entre Bowser y el que te otorga las estrellas.
Barrio del Azar: En este tablero, que consiste en una ciudad cuyos habitantes están locos por los juegos de azar, los jugadores podrán comprar una estrella por 20 monedas por el día y por un precio variable por la noche. Por la noche podrán comprar hasta 5 estrellas de una sola vez si tienen el dinero necesario. Además, hay un montón de juegos de azar en los que multiplicar (o perder) tus monedas y estrellas. 
Castillo del Cuco: Para jugarlo necesita ser desbloqueado en el Banco de Estrellas a cambio de cien estrellas. En él DK andará de día por el tablero y Bowser por la noche. Si te cruzas con DK (o se cruza él contigo) te venderá una estrella. En cambio, si te cruzas con Bowser, perderás una estrella o 20 monedas. En este tablero residen Sololo y Luluna.

## Banco de estrellas
1. Dificultad muy difícil: 30 Estrellas
2. Dificultad Brutal: 30 Estrellas
3. Toadette como personaje jugable: 30 Estrellas
4. Castillo del cuco: 100 Estrellas
5. Rollo de crédito: 100 Estrellas
6. Burlas de caracteres: 10 estrellas cada uno
7. Secretos del micrófono: 10 estrellas cada uno
8. Secretos de los minijuegos: 10 Estrellas cada uno
9. Bus de setas: 30 Estrellas
10. Libro Milagro (incluye página 1): 10 Estrellas
11. Páginas 2-6: 10 Estrellas Cada uno
12. Páginas 7-13: 20 estrellas cada uno
13. Páginas 14-20: 30 estrellas cada uno
14. Secretos del Libro milagro: 10 Estrellas

Carrera de resistencia 50 Estrellas

## Cápsulas

### Uso personal
Cápsula Champiñón: Tiras 2 dados.
Cápsula Champiñón dorado: Tiras 3 dados.
Cápsula Champiñón venenoso: Tiras 1 dado de 1 al 3 (únicamente en el modo solo).
Cápsula Lentiñón: Se para el tiempo y puedes tirar el dado en la dirección que desees.
Cápsula Champiñón metálico: Te hace inmune a las trampas.
Cápsula Fluflú: Fluflú aparece y te lleva a la estrella.
Cápsula Bill Bala: Tiras 2 dados y al jugador que pases le robaras 20 monedas.
Cápsula Tubería: Una ruleta decide a donde te vas a cambiar.

### Barrera
Cápsula Sparky: El jugador pierde 5 monedas hasta que pase su turno
Cápsula Roca Picuda: Cuando un jugador del equipo contrario pasa a este espacio, una Roca Picuda aparecerá y aplastará a los jugadores, lo que impediría en el momento que continuen en su camino.
Cápsula Paratroopa: Cuando un jugador del equipo contrario pasa a este espacio, un Paratroopa aparecerá y cambiar de lugar con el dueño de este orbe.
Cápsula Tornadino: Cuando un jugador del equipo contrario pasa a este espacio, un Tornadino aparece y lleva al jugador a otro lugar en el tablero.
Cápsula Podoboo: Cuando un jugador del equipo contrario pasa a este espacio, Podoboos aparecerán y quemarán al jugador que pase. Entonces, el jugador pierde diez monedas.
Cápsula Bob-omb: Cuando un jugador del equipo contrario pasa a este espacio, un Bob-omb aparecerá y explotará en ellas. El resto de los espacios que se han dejado conseguirá reducir a la mitad.

### Arrojadizas
Cápsula Frido: Cuando alguien cae en esta casilla, el Frido lo aplastará y hará que pierda sus cápsulas. Aunque si no tiene cápsulas no le pasa nada.
Cápsula Goomba: Si alguien cae en esta casilla, Goomba aparece y tiras el dado para ver cuantas monedas perderás para dársela al dueño de la casilla.
Cápsula Kamek: Si alguien cae en esta casilla, Kamek aparece y le va a quitar uno de los espacios y cambiárselos a quien puso la casilla, No pasa nada si no tiene casillas propias.
Cápsula Klepto: Si alguien cae en esta casilla, Klepto viene y lo lleva al comienzo del tablero.
Cápsula Pinchón: Si alguien cae en esta casilla, Pinchón viene y le roba al jugador 10 monedas. El propietario recibe las 10 monedas robadas.
Cápsula Magikoopa: Si alguien cae en esta casilla, Magikoopa viene y le quita una cápsula y le da la cápsula al propietario.
Cápsula Planta Piraña: Si alguien cae en esta casilla. Planta Piraña viene y le roba la mitad de sus monedas y el propietario se las queda.

### Especiales
Cápsula Espantaboos: Sirve para protegerte del Boo rosado*.
Cápsula Hueso: Sirve para protegerte de Chomp Cadenas**.
- (Disponible en los tableros Madera de campeón y Bahía Casilla)

- - (Disponible en el tablero Lago helado)